# Tier- und Kulturpark Bischofswerda
Koordinaten: 51° 7′ 35″ N, 14° 10′ 33″ O
Der Tier- und Kulturpark Bischofswerda (früher auch Tiergarten Bischofswerda, Kleintierpark Bischofswerda bzw. Tierpark Bischofswerda) ist der Zoo der Stadt Bischofswerda in Sachsen. Mit einer Fläche von ca. 0,75 Hektar ist der Tierpark einer der kleinsten Zoos Deutschlands. Der Tierbestand umfasst etwa 200 Tiere in 60 Arten, neben Braunbären vorwiegend Haustiere und einheimische Wildtiere (Schneeeulen, Luchse), aber auch Stachelschweine, Nasenbären, Waschbären, Totenkopfaffen, Sittiche, Amazonen, Degus und Rennmäuse. Eine botanische Sehenswürdigkeit ist der 1981 gepflanzte Mammutbaum. Im Naturschutz arbeitet der Tierpark an einem Projekt zur Wiederansiedlung des Steinkauzes mit und nimmt am internationalen Zuchtprogramm für die Ecuadoramazone teil.

## Geschichte
Auf Initiative von Eduard Candrian, Fritz Grafe und dem späteren Tierparkdirektor Siegfried Nützsche wurde 1957 mit dem Bau eines Tierparks begonnen. Der erste Schritt war der Umbau eines vorhandenen Massivbaus zum Aquariumhaus. Am 31. August 1957 wurde die Anlage als Kleintierpark Bischofswerda eröffnet.
1961 übernahm die Stadt Bischofswerda die Trägerschaft des bisher unter der Schirmherrschaft des Nationalen Aufbauwerks realisierten Tierparks. Im April 1964 wurde Siegfried Nützsche, einer der Mitgründer, zum Tierparkleiter berufen. In den folgenden Jahren wurde der Tiergarten kontinuierlich ausgebaut.
Am 1. Juli 1992 übernahm Wilfried Ziller die Tierparkleitung. 1996 ging die Trägerschaft auf den städtischen Eigenbetrieb „Kultur“ über. Als Tierparkleiter fungierte Oberbürgermeister Erler. Im Juli 2001 wechselte die Trägerschaft zum Verein Lebenshilfe Bischofswerda e.V., die neue Tierparkleiterin wurde Silvia Berger.

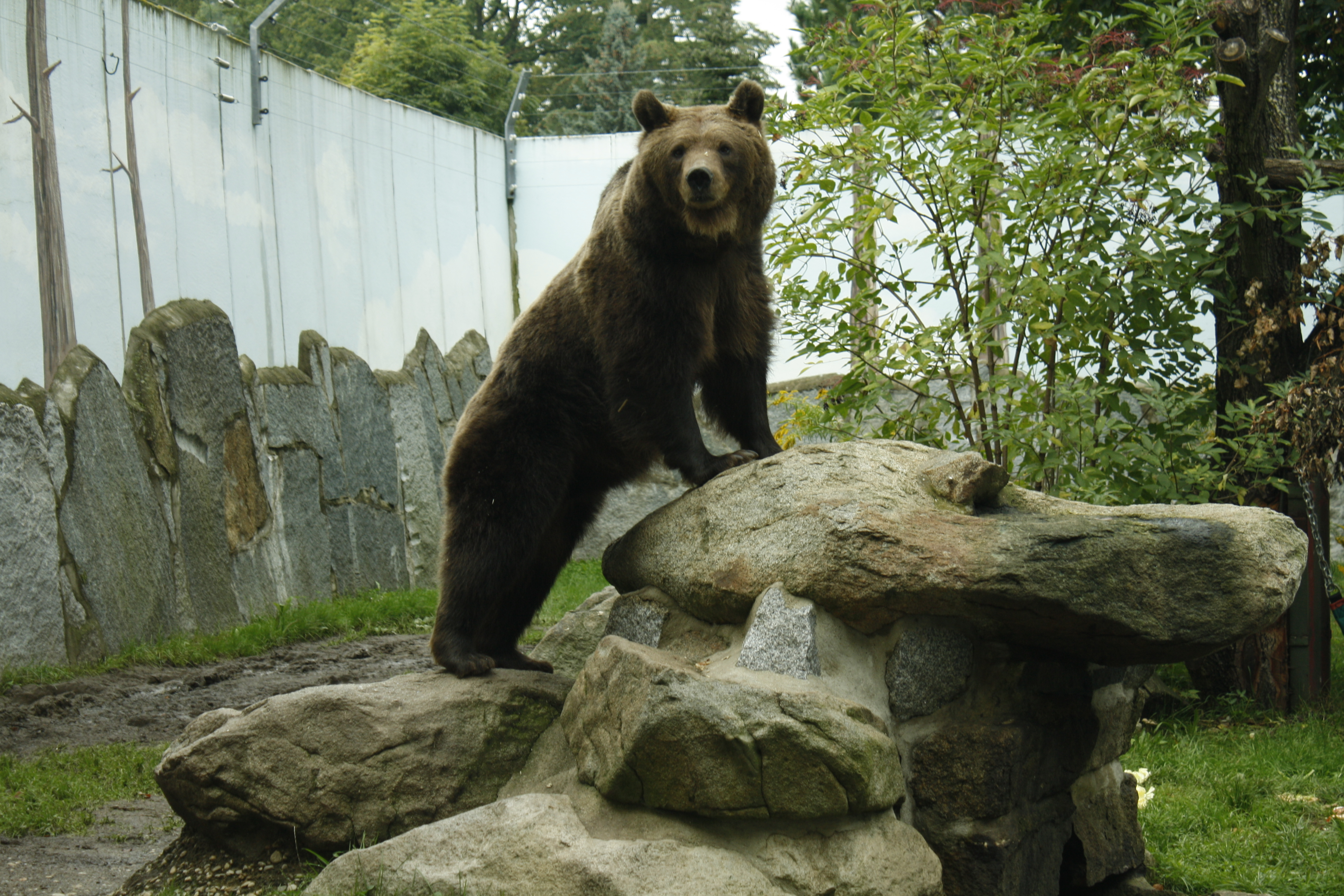
Grizzlybärin Jane in der 2007 neu gestalteten Bärenanlage.

Zum 50. Jubiläum des Tierparks wurde am 22. Juli 2007 die neue Bärenanlage eingeweiht. Das ist der vorläufige Höhepunkt in der Neugestaltung des Zoos, um den Besuchern das Thema Bär nahezubringen. Nach dem Tod seiner Mutter „Olympia“ im Januar 2013 wurde für den letzten in Bischofswerda geborenen Europäischen Braunbären „Balu“ eine Gefährtin gesucht. Mit dem Einzug der Grizzlybärin „Jane“ leben nun zwei Unterarten des Braunbären zusammen in einem Gehege.
Im Frühjahr 2009 begann der Bau der Erlebnisbühne mit unterirdischem Labyrinth. Die Bühne steht Schulen, Kindereinrichtungen und Vereinen für Musik-, Tanz-, Theater- und Sportdarbietungen zur Verfügung.
Anlässlich des 55-jährigen Bestehens des Tierparks wurde er am 26. August 2012 in Tier- und Kulturpark Bischofswerda umbenannt.

## Förderverein

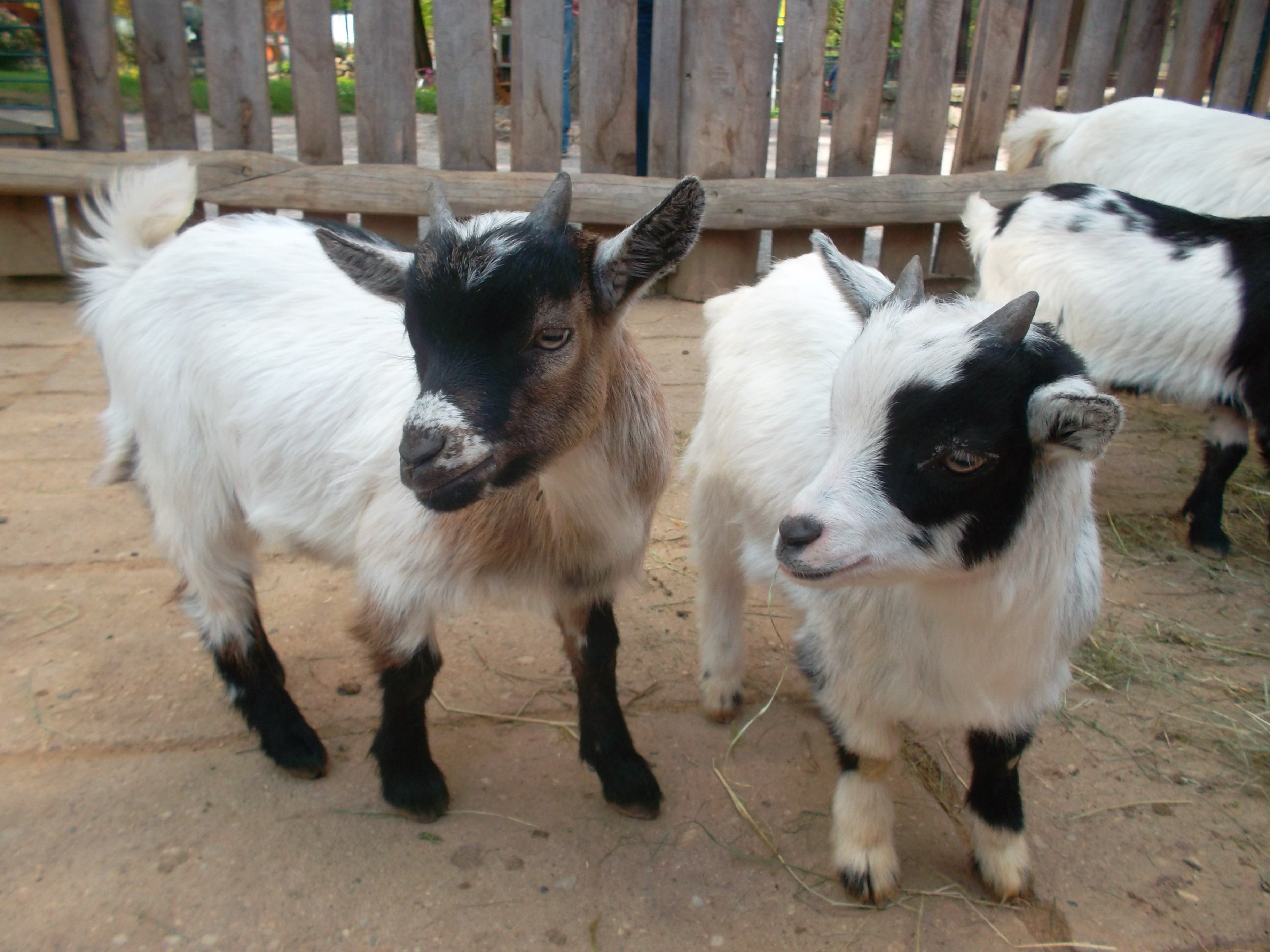
Kleine Hausziegen im Streichelgehege des Tier- und Kulturparks Bischofswerda.

Der 1994 gegründete Tierparkförderverein e.V. hat es sich zum Ziel gesetzt, den Tierpark zu fördern, Projekte des Naturschutzes zu unterstützen und die Entwicklung des Bischofswerdaer Tierparks zu dokumentieren.